# Усадьба Дурасовых
Городская усадьба Дура́совых (дом Дурасовых) — бывшая усадьба семьи Дурасовых, находится в Москве на Покровском бульваре, 11.
Построена в конце XVIII века. С 1932 по 2006 год в усадьбе располагалась Академия имени Валериана Куйбышева. С 2006-го и по настоящее время здание занимает Высшая школа экономики.

## История

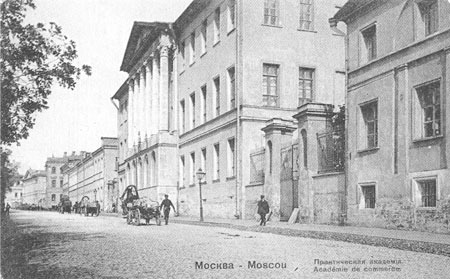
Здание Академии коммерческих наук, 1900

Усадьба была построена в 1790 году по заказу бригадира Алексея Николаевича Дурасова. Он разбогател после женитьбы на Аграфене Ивановне Мясниковой — наследнице уральских землевладельцев — Ивана Мясникова, хозяина 15 металлургических предприятий и бургомистра Купеческой палаты Симбирска Бориса Осиповича Твердышева. Переулок, где построили дом, начали называть Дурасовский.
Усадьба считается одним из лучших произведений зрелого классицизма в Москве. Дом возвели по проекту архитектора Матвея Федоровича Казакова. Карниз выполнен из традиционного для Москвы белого камня. Помимо здания и отделки, к концу XVIII века относятся дополнительные постройки — вестибюль с восьмиколонной ротондой первого этажа и двусветный зал со сценой. Главное здание соединялось с надворными постройками длинной галереей.
В 1812 году усадьба стала штаб-квартирой генерала французской армии Вендемена. Здание пострадало в пожаре во время отступления французов. В 1825 году дом Дурасова приобрёл генерал-майор, граф Матвей Александрович Дмитриев-Мамонов, активный участник тайных обществ, который отказался присягать Николаю I, и был объявлен сумасшедшим. Остаток своей жизни граф провёл под опекой в усадьбе Васильевское.
В 1839 году дом выкупила Практическая академия коммерческих наук, но переехала в здание только в 1847. Учреждение предназначалось для сыновей купцов, где они могли получить общее и специальное образование. В этот период усадьбу реконструировали для комфортного обучения: расширили оконные проёмы третьего этажа, подняли уровень пола. На втором и третьем этажах устроили коридорную систему, в результате чего анфилада помещений потеряла своё жилое назначение. Между этими этажами была сооружена чугунная лестница, а в двусветном зале устроили церковь для учащихся.
В 1918-м академию закрыли. А через год в усадьбе Дурасова разместили Институт гражданских инженеров — инженерные курсы по подготовке рабоче-крестьянской Красной Армии. В 1932 году в здание из Санкт-Петербурга перевели Военно-инженерную академию, основанную в 1819-м.
При реставрации усадьбы в 1950-х советский архитектор Рувим Петрович Подольский тщательно исследовал и выявил первоначальные размеры искажённых оконных проёмов, профилировку венчающего карниза и ряд других деталей. В ходе работ отреставрировали лепнину надоконных вставок и балконы в левых частях здания, которые поддерживаются консолями. До реставрации сохранился парадный вестибюль с интерьером и с восьмиколонной ротондой.
В 1997 году стены главного фасада были отремонтированы и перекрашены из белого цвета в розовый, ниши — в серый, чтобы акцентировать лепные барельефы.

## Современность
В 2006 году дом был передан в распоряжение Высшей школы экономики. А через шесть лет вуз объявил о начале реконструкции здания и поисках подрядчика. Изначально для проведения работ было выделено более 10 миллиардов рублей. В сентябре 2010-го, ещё до начала реконструкции, в здании открыли памятник Егору Гайдару в память о его вкладе в создание ВШЭ.
В 2013 году распоряжением Правительство России дом Дурасова был исключён из перечня объектов культурного наследия страны, государственная охрана которых осуществляется Минкультом России. А в 2008-м ректор ВШЭ Ярослав Кузьминов принял на себя обязательства по сохранности усадьбы Дурасова.